# Roger Receveau
Roger Receveau, né le 8 août 1919 au Mans (Sarthe) et mort le 26 juillet 1994 à Chamonix (Haute-Savoie), était un aviateur militaire français. Ayant débuté le pilotage à 14 ans sur planeur, il participe à la Seconde Guerre mondiale comme pilote de chasse. Après-guerre il devient pilote d'essai de nombreux avions prototypes à hélice et à réaction, et contribue à la renaissance de l’industrie aéronautique française.

## Œuvres
- Roger Receveau, Souvenirs inachevés, Rochemaure, Avia éditions, 2006, 144 p. (ISBN 2-915030-14-6, EAN 978-2-91503-014-3).